# Karl Volkmar Stoy
Karl Volkmar Stoy (Pegau, 1815. január 22. – Jéna, 1885. január 23.) – német, a herbartiánus pedagógia képviselője, egyetemi tanár.

## Élete
Édesapja Pegauban evangélikus lelkész volt, és gazdálkodással is foglalkozott. Gimnáziumba a meisseni Szent Afra hercegi iskolába járt (1827–1833).  Egyetemi tanulmányait a lipcsei egyetem teológiai fakultásán kezdte meg (1833). Egyetemi évei alatt tanárai – a herbartiánus Gustav Hartenstein (1808–1890) és Moritz Wilhelm Drobisch (1802–1896) – felkeltették érdeklődését a herbarti filozófia iránt, de a nevelés gyakorlati kérdései ugyancsak foglalkoztatták, különösen a siketnémák tanításának problémái érdekelték. Filozófiai témából doktorált (1837), dolgozatában Schleiermacher etikájáról értekezett. Drobisch ajánlólevelével, a göttingeni egyetemre ment (1837), ahol akkor Herbart is oktatott. Leginkább Herbart pszichológiai témájú előadásaira járt (1837–1839). Egyetemi tanulmányai befejeztével (1839) tanári pályára lépett, Weinheimben egy magán leányiskolában német nyelvet, történelmet és természettant tanított, majd a magán-nevelőintézetben nevelő volt (1839–1842).
Későbbi pedagógiai munkásságát döntően befolyásolta az a három év, amelyet a város  nevelőintézetében töltött. Lehetősége adódott a herbarti elvek gyakorlati kipróbálására. Az intézetben dolgozó pedagógusok naponta „konferencián” kötetlen formában beszélték meg a teendőket, ahol minden tanár megfogalmazhatta pedagógiai javaslatait. A nevelési gyakorlat, az előkészített és feldolgozott többnapos kirándulások rendszere, a zene- és táncórák, a változatos – barkácsolás, asztalosmunka, könyvkötészet, esztergályozás és kosárfonás – munkatevékenység tapasztalatai jelentős mértékben hatottak későbbi tanárképzési terveire, tevékenységére.
Sokrétű pedagógiai tapasztalat birtokában került a jénai egyetemre (1842). Habilitált (1843), és docenssé (1845), majd professzorrá nevezték ki (1857).  Az egyetemi munkája mellett a heimburgi (de) progimnázium és nevelőintézet, tanítóképző – a „Stoy’sches Institut” – vezetője volt (1844), így folyamatosan kapcsolatban maradt az iskolai nevelés gyakorlatával. Az egyetemen pedagógiai, pszichológiai, és neveléstörténeti előadásokat tartott (1843–1866). A tanítók alapos pedagógiai képzése érdekében megszervezte, majd vezette az egyetemi Pedagógiai Szemináriumot és az ahhoz kapcsolódó gyakorlóiskolát (1844. december 9.–1866). A Szeminárium és gyakorlóiskola (Johann-Friedrich-Schule) az egyetem új épületébe költözött (1858).
A gyakorlóiskola fenntartásához sikertelenül folyamodott támogatásért, ezért heidelbergi egyetemre ment (1866). Heidelbergben ő volt a pedagógia első egyetemi tanára. Pedagógiai szeminárium hiányában „pedagógiai-pszichológiai gyakorlatokat” rendszeresített (1866–1874). Ott volt a hallgatója és tanítványa Wilhelm Rein. Pedagógusképző-elvei szerint pedagógiai szemináriumot, tanítóképzőt szervezett az osztrák-sziléziai Bielitzben (1867–1868).
Herbart pedagógiájának és szellemiségének ápolására, tanai továbbadására és fejlesztésére, Tuiskon Zillerrel együtt, létrehozta a „Tudományos Pedagógia Egyesülete” (Vereins für wissenschaftliche Pädagogik) nevű szervezetet (1868. július 16.). A Zillerrel kialakult nézeteltérése úgy elmérgesedett, hogy kilépett az Egyesületből (1876).
Elfogadta a jénai egyetem meghívását és visszatért a városba. Újra megnyitotta a Pedagógiai Szemináriumot. Az egyetem oktatójaként, számos kongresszus résztvevőjeként (Bonn, Brüsszel, London) és az Allgemeine Schul-Zeitung főszerkesztőjeként haláláig Jénában élt (1874–1885).

## Munkássága
Pedagógiai munkásságának erőssége volt az igényes elméleti felkészültség és a gyakorlati tevékenység közötti termékeny kölcsönhatás. Mindezt szemléletesen bizonyította legfontosabb elméleti művében a Pedagógiai enciklopédiában, amit időről időre átdolgozott.
Az elmélet és a gyakorlat közti szoros kapcsolat a tanárképzési tézisekben és azoknak a Szeminárium életében történő következetes alkalmazásában ugyancsak megmutatkozott. A tanárképzési koncepció fő tézisei:
1.	a középiskola (a gimnáziumok és a reáliskolák) jó tanára az ország fontos értéke, mert a középiskolákban képzik ki az elitet, az ország igazi arisztokráciáját;
2.	felelőtlenség és megbocsáthatatlan vétek lenne a véletlenre bízni azt, hogy jól képzett tanárok oktatnak-e az iskolákban, s helytelen elképzelés az is, miszerint ha valaki jól képzett, akkor már képes másokat is jól tanítani: gyakran a legtudósabb tanár a leggyengébb oktató;
3.	a középiskolai tanárok képzését mindenképpen előzze meg egyfajta tudományos szintű egyetemi oktatás;
4.	a pedagógiai képzés nélkülözhetetlen alapja a nevelésfilozófia, a neveléstörténet és a pszichológia;
5.	az elméleti képzés azonban semmit sem ér, ha nincs kapcsolatban a pedagógiai praxissal, gyakorlattal;
6.	a fiatal tanárjelöltek oktatási gyakorlata nem realizálható felnőtteken, nem végezhető el bármilyen iskolában, és kevés csupán néhány próbatanítás elvégzése; az egyes-egyedüli helyes megoldás: saját gyakorlóiskola, szeminárium létesítése;
7.	a szeminárium működése három feltétel teljesülése esetén lehet eredményes:
a) fiatal tanárjelöltek ne különálló, rendszerükből kiemelt tanórákat tartsanak, hanem 3–6 hó¬napig folyamatosan tanítsanak egy-egy tantárgyat, mert csak így kelthető bennük életre a pedagógiai tehetség, géniusz;
b) a tanárjelöltek mutassanak be az igazgatónak egy részletes óratervet, csak ezáltal nevelhetők önállóságra;
c) a teljesítményüket mindenkor kontrollálja és bírálja az igazgató és a többi tanárjelölt, mert így tanulható meg az önmegfigyelés és az önuralom;
d) ezen intézménynek mindenképpen valamelyik egyetemi városban kell lennie, mert csak így biztosítható a tanárjelöltek számára a megfelelő tudományos atmoszféra, valamint az, hogy a pedagógia egyetemi professzora egyúttal a tanárképző szeminárium vezetője is legyen.

## Műveiből
- Pädagogische Anlagen in Jena – Jéna, 1844–1880., 1–8. füzet;
- Über einige pädagogische Probleme der Gegenwart – Jéna, 1847;
- Rousseau, Fichte, Considerant und die Idee der Erziehung – Jéna, 1850;
- Haus-pädagogik in Monologen und Ansprachen – Lipcse, 1855;
- Die neue Volksschule des pädagogischen Seminars zu Jéna – Lipcse, 1855;
- Üeber Haus- und Schul-Polizei – Berlin, 1856;
- Denkmäler und gaben von director: freunden und gönnern des seminars Lipcse, 1858;
- Aus der Johann-Friedrichs-Schule zu Jéna. Erstes Schulprogramm im Namen des pädagogischen Seminars – Jéna, 1859;
- Zwei Tage in englischen Gymnasien: Ein vortrag für Gebildete den Freunden... – Lipcse, 1860.
- Vaterhaus und muttersprache... – Jéna, 1861.
- Organisation des Lehrerseminars. Ein Beitrag zur Methodologie der Pädagogik, angeknüpft an eine historische Einleitung und Berichterstattung über das erste Lebensalter des Lehrerseminars zu Bielitz – Lipcse, 1869;
- Philosophische Propädeutik. Gedrängte Darstellung der philosophischen Probleme der Logik und Psychologie – Lipcse, 1869–1870;
- Die Psychologie in gedrängter Darstellung. Leitfaden für Vorträge und Studien auf Gymnasien, Seminarien und Universitäten – Lipcse, 1870;
- In dem Vorhofe der Psychologie. Ein Wort zur Einführung in die psychologischen Grundlagen der Herbartischen Pädagogik – Darmstadt, Lipcse, 1870;
- Die Idee der Volksschule – 1873.
- Enzyklopädie, Methodologie und Literatur der Pädagogik, durch Methodologie und Litteratur der Pädagogik – Lipcse, 1861;
- Die Mission des pädagogischen Seminars. Festrede am 25jährigen Jubiläum des pädagogischen Seminars zu Jéna in der Pfingstwoche 1878. – Jéna 1878;
- Die Idee der Erziehungsanstalt. Der pädagogischen Bekenntnisse neuntes Stück. Programm der Stoyschen Erziehungsanstalt – Jéna, 1880;
- Schulordnung für die Seminarschule zu Jéna – Jéna, 1881;
- Idee und Bedeutung des Lehrerinnenseminars – Jéna, 1884;
- Encyklopädie, Methodologie und Litteratur der Pädagogik – Lipcse, 1875;